# 横落

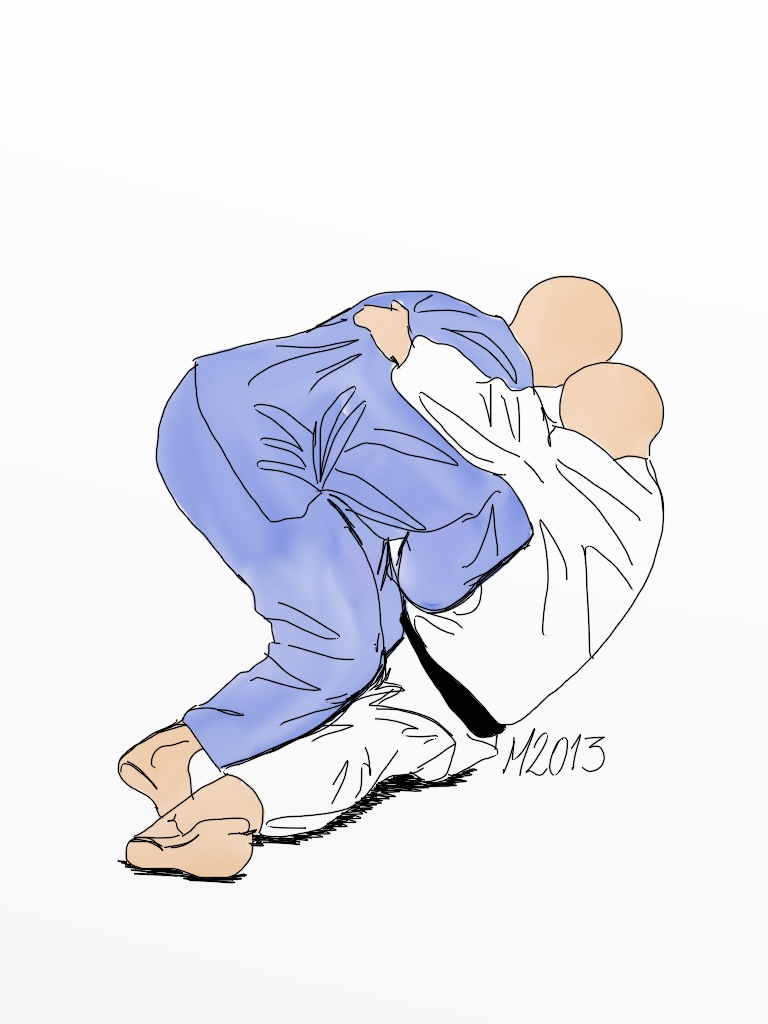
横落のイラスト

横落（よこおとし）は、柔道の投技で横捨身技の一つ。講道館や国際柔道連盟 (IJF) での正式名。IJF略号YOT。

## 概要
前（正面）から滑り込み（スライディングして）、相手の足首の外側に脚（膝）を掛け、そのまま横に倒れこんで投げる技。
浮技との違いは、浮技は、正面から向き合って立った状態から、相手の片足の前方に自分の脚を伸ばし、体を横に開きながら倒れこんで後方に投げる。一方、YouTube KODOKANチャンネルでは、浮技は、相手の前方に投げる、のに対し、横落は相手の横に投げる、だとしている。
横掛との違いは、横掛は、足払いから、自分諸共、真横に倒れ込みながら投げる。横落は滑り込むため、相手の足首に自分の膝が掛かり、臀部と伸ばした脚を支点にして、自分諸共、横（真横）に相手を直角に倒す様にして投げる。
技を仕掛ける側（取）は相手（受）を横に浮かすように崩し、脚を受の脚の外側に掛けて支点し、倒れ込み（体を捨て）ながら投げる。
なお、相手の後方に押し倒すもしくは、引き倒す様に投げると、谷落になる。
この技の名手としては、ジョージアのゲオルギ・ワザガシビリや徳野和彦が挙げられる。

## 変化

### 球車
球車（たまぐるま）は相手の反射を利用した投技。引き手の左手を肩の上で引き込む。突然、しゃがむことと右手の甲で相手の右膝を摺下げでもするようになでおろし、相手に自身を飛び越えようとする反射を誘発し相手は自身に覆いかぶさるように投げられる。1982年の「講道館柔道の投技の名称」制定に向けて講道館では新名称の候補に挙がったが横落か手技の隅落の応用とすることになり、採用されなかった。1959年の書籍『柔道十講』もこの技は手技または横捨身技だとしていた。右組の場合、相手がの右足を引き出し、右足が出る前の出端を取る。相手と離れ過ぎぬよう、相手の足元に体を沈め、瞬間的に体を左に向け、右踵の後方に左膝をつき、左手の引きを効かせて相手の相手の体を頭上に引きかぶる。右手は相手の相手の右膝付近を軽く摺下げ払い上げる。左手は右手の払い上げとうまくタイミングを合わせ相手の右袖を引き下ろす。この技の開発者の三船久蔵は相手が左足を前方に進め防ごうとした場合は左膝ではなく右膝をついて投げるとよいとしている。別表記玉車。